# Zivania

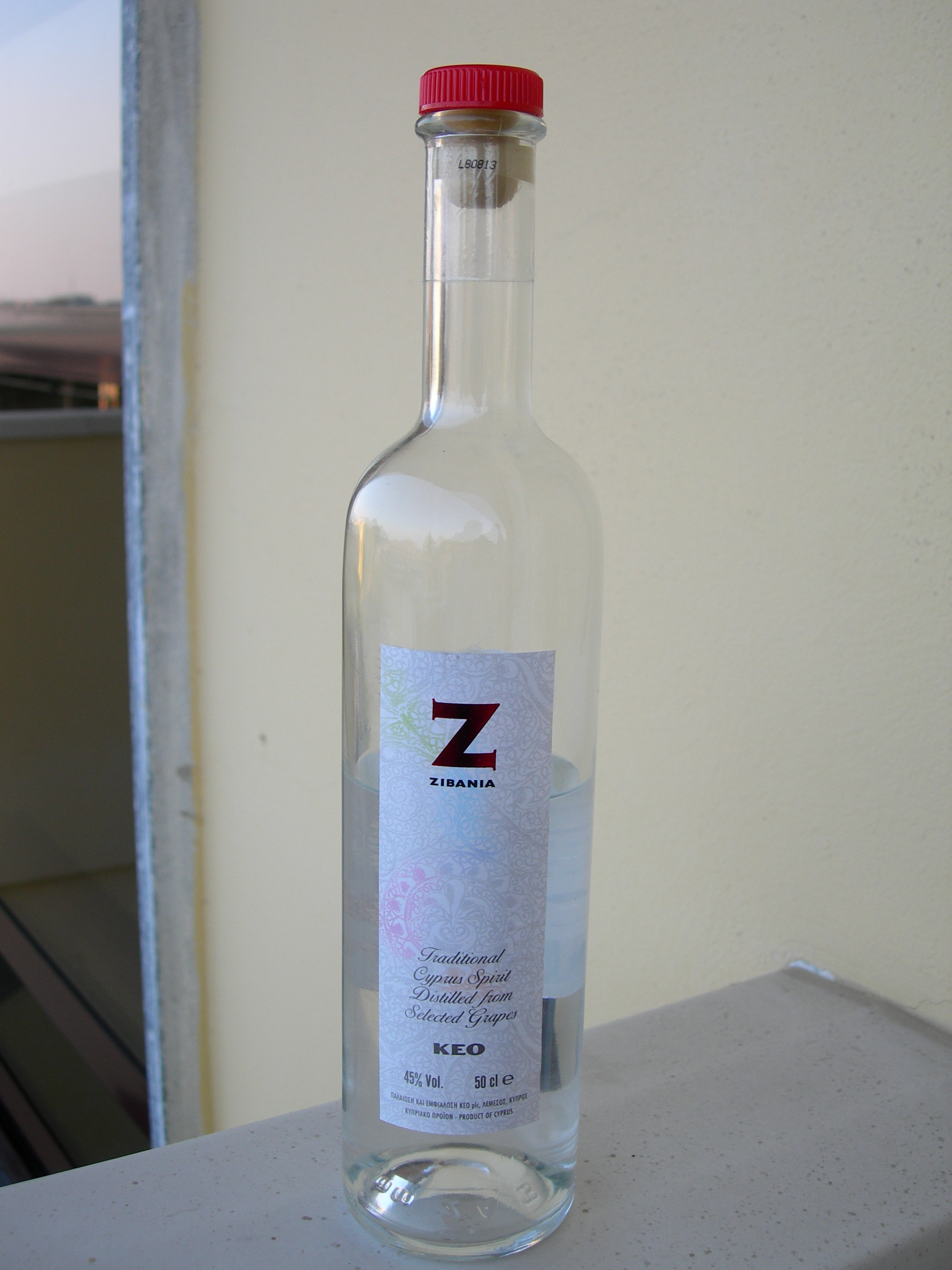
En flaska Zivania

Zivania (eller Zivana) är en cypriotisk alkoholdryck som skapas genom att destillatet av resterna från pressade vindruvor blandas med torrt inhemskt vin. Drycken destilleras sedan på traditionella sätt. Zivania karaktäriseras av en speciell smak och doft.